# Miss Bénin
Pour les articles homonymes, voir Miss.
Miss Bénin (anciennement Miss Dahomey ) est un concours de beauté destiné aux jeunes Béninoises.

## Histoire
Le concours Miss Bénin a été fondé, sous le nom Miss Dahomey, en 1962. Le concours s'appelait à sa création, Miss Dahomey, du fait du nom du pays à l'indépendance en 1960, Dahomey.  Le pays a participé à Miss Univers 1962 à Miami, en Floride, aux États-Unis. De nos jours, le gagnant du concours local a pour nom Miss Bénin. L'objectif de Miss Bénin est de promouvoir la beauté du Bénin et de devenir une ambassadrice de la culture du Bénin.
Depuis décembre 2017, cette compétition est devenue une propriété de l'État du Bénin par le biais du ministère chargé de la Culture, qui en a confié la gestion à une agence, par appel à candidature ouvert.

## Titulaires
Le comité de Miss Bénin organise un concours Miss Bénin pour désigner son gagnant comme ambassadeur de son pays. Le grand gagnant ne participe pas au concours Miss Univers depuis 1963. La dernière Miss Bénin qui a participé à Miss Univers en 1962 était Gilette Hazoume. De plus, Miss Bénin n’est pas liée à Miss World Bénin qui a été couronnée déléguée au concours Miss Monde . [réf. souhaitée]